# 同級生とナマで何度も!?-幽霊になったら学園ハーレム
『同級生とナマで何度も!?-幽霊になったら学園ハーレム』は、さいとうちょろによる日本の漫画。
不慮の事故で死んでしまった主人公が幽体となって様々な情事を楽しみ、思いをはせていた女の子に告白するという内容である。

## 登場人物
堀川太一
主人公。憧れの結衣とお近づきになれたことで有頂天になっていた矢先にその矢先にトラックにひかれて死亡してしまうが成仏ができず幽霊となる。生前は童貞だった。太一の先祖から幽霊の能力の使い方を教えてもらったが不器用で女体ではなく物に乗り移ったりなどしてしまう。当初は様々な人間でエッチやプレイを楽しんだが思いを馳せていた結衣で童貞を捨てたいと思うようになるが一度保健室の先生で童貞を捨てようとしたことがある。一度結衣の家にあったクマのぬいぐるみに乗り移ってエッチをしたが思い通りの性交が出来ず不完全燃焼に終わる。念願かなって結衣と結ばれ、エッチもするがとうとう成仏の時がきてしまう。しかし、互いの愛は変わらずに訴え続けていた。人間に転生し、大樹という男に生まれ変わったようだが、因果からか結衣の娘の凛子と友達になった。
結衣
メインヒロイン。ピンク色の髪をした長髪でかなりの巨乳で乳首がピンク色の美少女。明確な描写ではなかったが太一とのエッチで挿入を痛がっていたことから処女だと思われる。太一が思いを馳せていた人物で結衣のほうも満更ではなく何度もメールのやり取りをしていた。クマのぬいぐるみに乗り移った太一に愛撫をされたことがあるが寝ていたので気づいていない。幽体となった太一を見てしまい、とうとう太一が死んでいることをわかってしまうが彼のデートをしたいという申し出を受け入れ、太一の力で結衣も幽体離脱をしてデートをする。偶然見かけた案内人たちから逃げる際に結衣を庇った太一の手が結衣の胸にあたり、これを機に改めて告白をして結ばれエッチをする。太一は成仏してしまい永遠の別れとなったが愛を貫いた。のちに違う男性と結婚したようで凛子という娘を持つようになる。しかし奇しくも、その凛子のボーイフレンドは太一が転生した大樹という少年だった。大人になってからはセミロングの髪形になった。
太一の先祖
幽霊となって彷徨っている老人。先祖が言うには家系の男は皆スケベだが女に縁がなく、幽霊の力で幸せになってもらいたいと思っている。最後は成仏して犬に転生する。
リリィ
あの世まで導く案内人。童貞のまま成仏したくない太一に筆おろしをしようと考える。普通の人間には姿を見られないが、それでも公衆の面前でのエッチは恥ずかしがり、それを利用した太一に辱められてしまう。太一が結衣とエッチしたいという願いをかなえるために結衣に乗り移ったことがある。この時に太一は結衣の父親に乗っ取って結衣とエッチをすればいい言うなど常識が欠けている。
セイル
リリィの後輩。逃げようとした太一を捕まえる。

### ゲスト
ラブホテルのカップル
太一の先祖が太一に幽体の能力を教えるために実践体にしたカップル。男性はがっついて彼女とのセックスを楽しむタイプで女性は押しが弱いタイプの巨乳美女。太一が初めて見たエッチの相手でもある。太一の先祖が男に乗り移り、都合よく女性とエッチをした。
シャワーを浴びていた女性。
太一が偶然見かけたシャワーを浴びていた女性ですごく大きいと言わしめた胸から興味を持たれる。太一が乗り移ったタオルに愛撫をされて感じてしまい、自分から自慰をして絶頂に達してしまう。
電車内にいたカップル
男の名は船輝。女性は乳首が弱い。電車内で痴漢プレイをしていたカップル。太一が船輝に乗り移ってエッチをした。プレイをし終ったが、あまりの激しさに辟易した女性に怒られ、船輝は本当に痴漢扱いをされて突き出されてしまう。
新体操部の部長
太一が言うには美人。見初めた太一がリボンに乗り移り愛撫されてしまう。異常を察した部長が人気のないところにいくと激しい愛撫をされるようになり、様々な道具を使ったプレイをさせられてしまうが部長は満更でもなく幸せを感じていた。
中島
太一と結衣が通っている学校の教師。保健室の先生と付き合っている。学校でエッチをするのに消極的かつ常識的な人物。太一が言うには巨根。
保健室の先生
太一と結衣が通っている学校の保健室の先生。保健室でエッチをしようとする大胆な性格。太一が言うには胸が大きい。
大樹
恐らく太一が転生したと思われる男。
凛子
大樹のガールフレンド。恋人関係なのかは不明だが太一や犬がするエッチなことには多少驚くことはありながらも、言うほど気にしないなど鷹揚な態度をとっていた。実は成長した結衣の娘。
犬
おそらく太一の先祖が転生したであろう犬。凛子の服をめくろうとするスケベな性格。